# Argentinische Alpine Skimeisterschaften 2015
Die Argentinischen Alpinen Skimeisterschaften 2015 fanden vom 8. bis 10. August statt.
Die Riesenslalomläufe wurden am Chapelco ausgetragen, die Slalomläufe am Cerro Catedral.

## Herren

### Riesenslalom
| Platz | Name                 | Zeit        |
| ----- | -------------------- | ----------- |
| 01    | Sven von Appen (CHL) | 2:02,82 min |
| 02    | Sebastiano Gastaldi  | 2:02,85 min |
| 03    | Jordi Serra (ESP)    | 2:03,00 min |
| 05    | Tomas Rivara         | 2:03,64 min |
| 13    | Juan Jose Vitiello   | 2:05,41 min |

Datum: 8. August 2015

Ort: Chapelco

### Slalom
| Platz | Name                    | Zeit        |
| ----- | ----------------------- | ----------- |
| 01    | Sebastiano Gastaldi     | 1:17,14 min |
| 02    | Tomás Birkner de Miguel | 1:17,20 min |
| 03    | Martin Anguita (CHL)    | 1:17,55 min |
| 04    | Benjamin Szollos (HUN)  | 1:18,41 min |
| 11    | Enrique Evia y Roca     | 1:20,57 min |

Datum: 10. August 2015

Ort: Cerro Catedral

## Damen

### Riesenslalom
| Platz | Name                       | Zeit        |
| ----- | -------------------------- | ----------- |
| 01    | Salomé Báncora             | 2:06,31 min |
| 01    | Barbara Kantorová (SVK)    | 2:06,31 min |
| 03    | Ninon Esposito (FRA)       | 2:08,51 min |
| 04    | Macarena Simari Birkner    | 2:09,07 min |
| 06    | María Belén Simari Birkner | 2:09,47 min |

Datum: 8. August 2015

Ort: Chapelco

### Slalom
| Platz | Name                       | Zeit        |
| ----- | -------------------------- | ----------- |
| 01    | Barbara Kantorová (SVK)    | 1:19,39 min |
| 02    | Macarena Simari Birkner    | 1:21,39 min |
| 03    | Nicol Gastaldi             | 1:21,92 min |
| 04    | María Belén Simari Birkner | 1:25,04 min |
| 05    | Francesca Baruzzi Farriol  | 1:25,29 min |

Datum: 10. August 2015

Ort: Cerro Catedral